# North Saskatchewan
Il North Saskatchewan è un fiume del Canada, lungo 1.287 km che scorre all'interno del Parco nazionale Jasper. Si unisce al fiume South Saskatchewan dando vita al fiume Saskatchewan.
Attraversa le città di Edmonton in Alberta, e North Battleford e Prince Albert in Saskatchewan.
Ha un bacino di circa 122.800 km2, ed una portata di 245 m³/s.

## Affluenti
- Fiume Battle
- Fiume Brazeu
- Fiume Cline
- fiume Howse
- Fiume Siffleur
- Fiume Vermilion